# جائزة فرنسا الكبرى للدراجات النارية 1989
جائزة فرنسا الكبرى للدراجات النارية 1989 هو سباق دراجات نارية أقيم بتاريخ 16 يوليو 1989 في حلبة دي لا سارث. كان الجولة الحادية عشر من أصل 15 في سباق الجائزة الكبرى للدراجات النارية موسم 1989. فاز الأمريكي إدي لوسون بفئة 500 سي سي بينما جاء الأمريكي كيفن شوانتز في المركز الثاني وحصل على المركز الثالث الأمريكي وين ريني.

## وصلات خارجية
- الموقع الرسمي